# Percy Williams
Percy Alfred Williams (Vancouver, 19 maggio 1908 – Vancouver, 29 novembre 1982) è stato un velocista canadese, vincitore di due medaglie d'oro olimpiche ad Amsterdam 1928.

## Biografia
Si presenta ai Giochi olimpici del 1928, dopo aver vinto ai trials canadesi, conquistando a sorpresa la medaglia d'oro sia sui 100 metri piani che sui 200 metri piani. Il 30 luglio, nella gara dei 100 m piani, i grandi favoriti erano gli statunitensi, ma Williams riesce a conquistare l'oro con il tempo di 10"8. Il 1º agosto, sui 200 m piani, ottiene il suo secondo oro olimpico vincendo in 21"8.
È uno dei primi atleti a vincere entrambe le gare di velocità dopo Archie Hahn nel 1904 e Ralph Craig nel 1912. Nel 1930 ad Hamilton si tiene la prima edizione dei Giochi dell'Impero Britannico, oggi noti come Giochi del Commonwealth, dove Williams vince la prova delle 100 iarde. Nello stesso anno stabilisce sui 100 m piani il nuovo record mondiale con il tempo di 10"3, primato che sarà poi battuto da Jesse Owens. Successivamente si procura una lesione ad un muscolo, che ne condiziona il prosieguo dell'attività agonistica.
Ai Giochi olimpici di Los Angeles 1932 viene eliminato ai quarti di finale sui 100 m piani e conquista solo il quarto posto nella staffetta 4×100 metri. Dopo queste delusioni decide di ritirarsi dall'atletica leggera e negli anni a seguire lavora come agente di assicurazioni.
Nel 1979 viene nominato Ufficiale dell'Ordine. Dopo la morte della madre, avvenuta nel 1977, cade in uno stato di depressione che gli procura diversi problemi di salute, tra cui l'artrite. Il 29 novembre 1982, a Vancouver, pone fine alla sua vita suicidandosi.

## Palmarès
| Anno | Manifestazione                | Sede        | Evento      | Risultato  | Prestazione | Note |
| ---- | ----------------------------- | ----------- | ----------- | ---------- | ----------- | ---- |
| 1928 | Giochi olimpici               | Amsterdam   | 100 m piani | Oro        | 10"8        |      |
| 1928 | Giochi olimpici               | Amsterdam   | 200 m piani | Oro        | 21"8        |      |
| 1928 | Giochi olimpici               | Amsterdam   | 4×100 m     | Finale     | dq          |      |
| 1930 | Giochi dell'Impero Britannico | Hamilton    | 100 iarde   | Oro        | 9"9         |      |
| 1932 | Giochi olimpici               | Los Angeles | 100 m piani | Semifinale | 10"8        |      |
| 1932 | Giochi olimpici               | Los Angeles | 4×100 m     | 4º         | 41"3        |      |